# FAME Studios

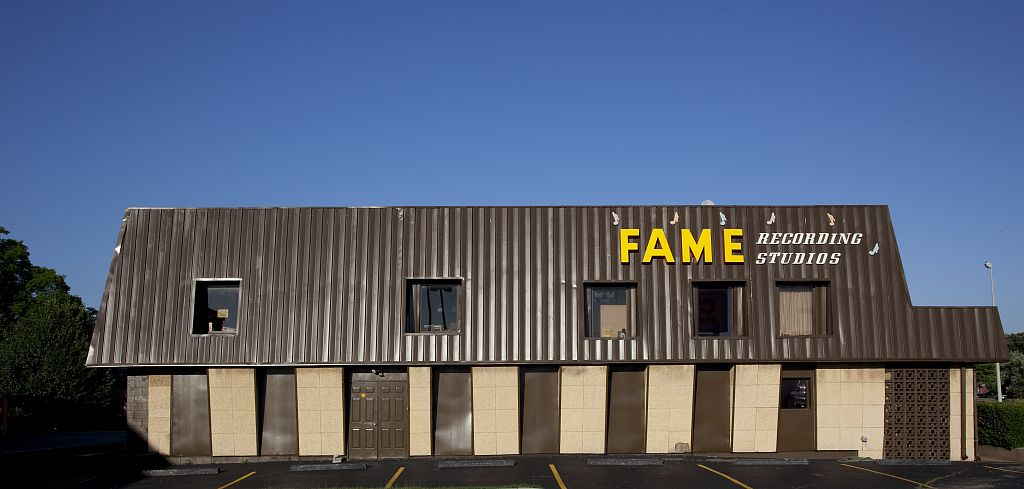
FAME Recording Studios, 2010

FAME (Florence Alabama Music Enterprises) Studios ist ein US-amerikanisches Tonstudio in Muscle Shoals, Alabama. Es wurde 1959 gegründet und ist heute noch aktiv. Zahlreiche Hits in den Bereichen Blues, Soul, Rock, Pop und Country wurden hier produziert. Der Begriff „Muscle Shoals Sound“ bezeichnet die hier entstandene Musik.

## Geschichte
Die Florence Alabama Music Enterprises wurden 1959 von Rick Hall, Billy Sherrill und Tom Stafford in Florence (Alabama) gegründet und befanden sich über dem City Drugstore von Toms Eltern. Anfang der 1960er trennte sich Hall von seinen Partnern und zog mit dem Unternehmen in eine ehemalige Tabakscheune am Wilson Dam Highway in Muscle Shoals. Hier entstand 1961 der erste Hit der FAME Studios, You Better Move On von Arthur Alexander. Mit den Einnahmen konnte Hall das noch heute bestehende Gebäude in der 603 East Avalon Avenue in Muscle Shoals errichten. Der erste Hit im neuen Gebäude war 1963 Steal Away von Jimmy Hughes.
Bald kamen bekannte Musiker, um in den FAME Studios Aufnahmen zu machen, darunter Tommy Roe, The Tams, Etta James, Wilson Pickett und Aretha Franklin. Während Duane Allman als Studiomusiker für die FAME Studios spielte, entstand die Allman Brothers Band.
Die Sessionmusiker der FAME Studios wurden unter den Namen „Muscle Shoals Horns“ und „Muscle Shoals Rhythm Section“ (letztere auch als „The Swampers“, deutsch in etwa „die aus den Sümpfen“) bekannt, unter ihnen der Songwriter Donnie Fritts. 1969 verließen die Swampers die FAME Studios und gründeten ein Konkurrenzunternehmen, das Muscle Shoals Sound Studio. Bekannt ist die lobende Erwähnung der „Swampers“, die „den ein oder anderen Song draufhaben sollen“, in dem 1974 erschienenen Song Sweet Home Alabama von Lynyrd Skynyrd („Now Muscle Shoals has got the Swampers, and they've been known to pick a song or two“).
Nach einigen Erfolgen mit Popmusikern wie The Osmonds Anfang der 1970er Jahre bewegte sich Hall nun in Richtung Country-Musik. Mit Künstlern wie Bobbie Gentry, Mac Davis, Jerry Reed und Larry Gatlin erzielte er auch hier große Erfolge. In der zweiten Hälfte der 1980er führte Hall die lokale Gruppe Shenandoah zu nationalem Erfolg.
2013 kam der Film Muscle Shoals heraus, der die Geschichte von Rick Hall und den FAME Studios nachzeichnet.

## Dokumentarfilm
- Greg ‚Freddy‘ Camalier: Muscle Shoals, BBC/UK 2013. Mit Rick Hall, Keith Richards, Aretha Franklin, Jerry Wexler, Alicia Keys, Jimmy Cliff u. a.[4]